# Pfarrkirche Neuberg an der Mürz

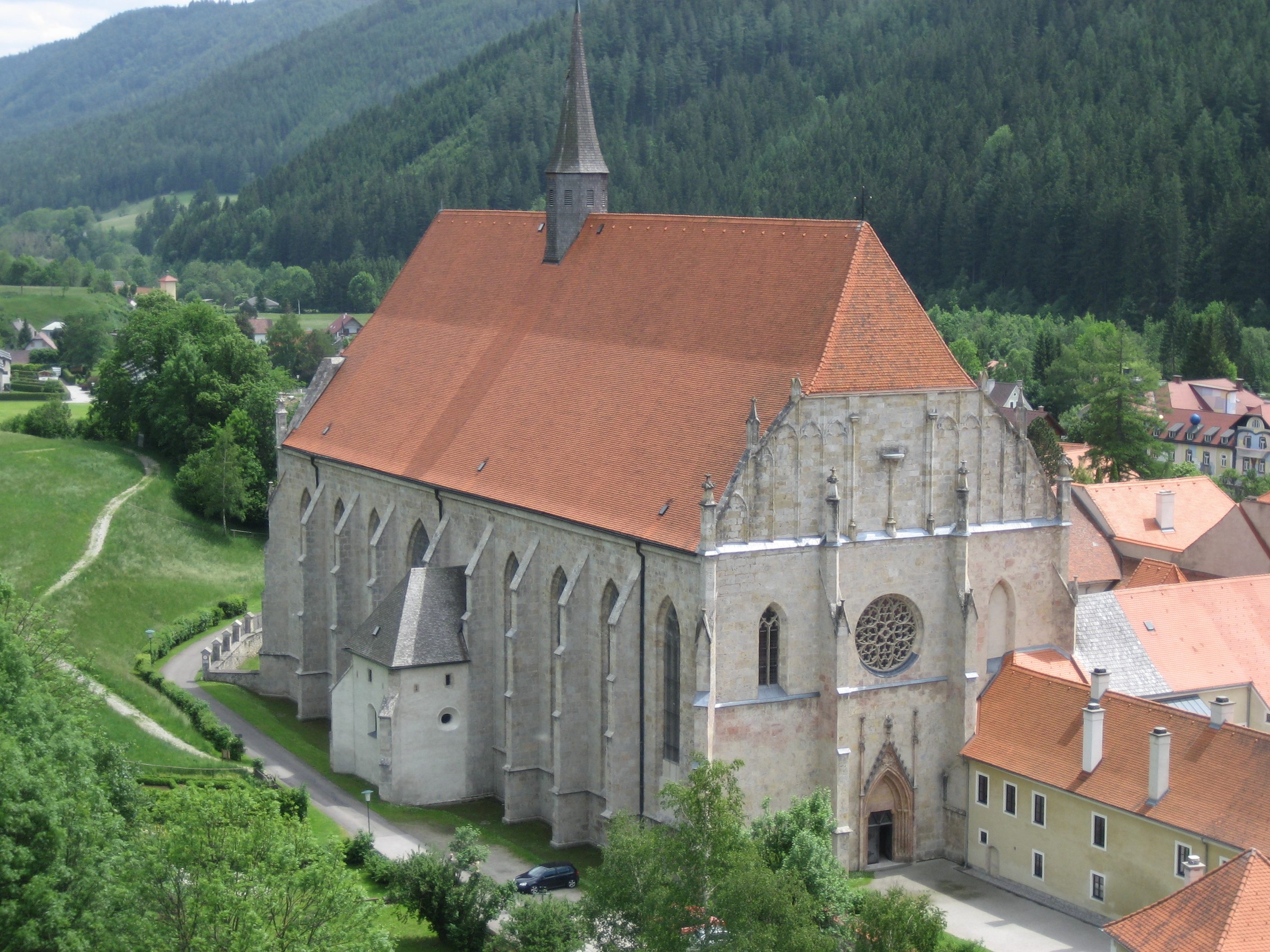
Katholische Pfarrkirche Mariä Himmelfahrt in Neuberg an der Mürz, ehemalige Stiftskirche

Die Pfarrkirche Neuberg an der Mürz als ehemalige Stiftskirche Neuberg steht – baulich mit dem ehemaligen Stift Neuberg verbunden – in der Marktgemeinde Neuberg an der Mürz im Bezirk Bruck-Mürzzuschlag in der Steiermark. Die auf das Fest Mariä Himmelfahrt geweihte Stiftskirche wurde mit 1786 Pfarrkirche im Dekanat Mürztal der Diözese Graz-Seckau. Die Kirche steht unter Denkmalschutz (Listeneintrag).

## Geschichte

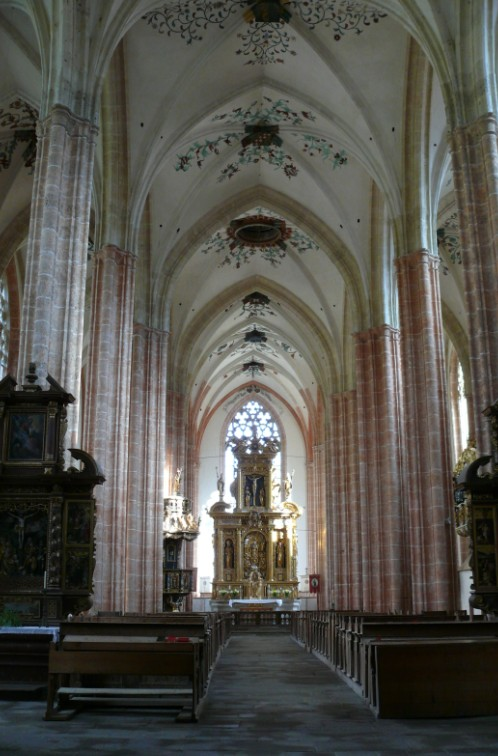
Im Langhaus zum Hochaltar

1327 wurde auf Initiative des Herzogs Otto der Fröhliche mit Mönchen aus dem Stift Heiligenkreuz in Neuberg ein Kloster gegründet, welches 1786 von Kaiser Joseph II. aufgehoben wurde. Im Zuge der Aufhebung des Klosters wurde die Stiftskirche Pfarrkirche und die ehemalige Pfarrkirche Grünangerkirche Neuberg wurde zur Filialkirche abgestuft.
Der Baufortschritt der ehemaligen Stiftskirche war im 14. Jahrhundert verlangsamt. Weiters wurde der Kirchenbau im Jahre 1396 durch einen Brand stark beschädigt. Anfangs orientierte sich der Kirchenbau an der Kirche in Salem in Deutschland, mit dem Wiederaufbau nach dem Brand wurde der Aufriss verändert. Wesentlich befördert wurde der Bau der Stiftskirche durch Kaiser Friedrich III. Der Chor wurde 1461 vollendet, eine Inschrift am Chorschluss nennt Friedericus Tertius Romanos Imperator AEIOU 1461. 1471 wurde der Hochaltar geweiht. Mit der Einwölbung und dem Aufbau des Dachstuhles – der Dachstuhl ist bis heute unversehrt erhalten – wurde die Stiftskirche vollendet, hier nennt eine Inschrift an der Westrose die Jahresangabe 1496, drei Jahre nach Friedrichs Tod.

## Architektur
Die dreischiffige und neunjochige Hallenkirche ist lichtdurchflutet und mit mächtiger Raumwirkung und hat im Osten einen geraden Schluss und ist damit rechteckig. Die schmäleren Seitenschiffe haben quadratische Joche, das Mittelschiff hat querrechteckige Joche. Das vierte Joche von Osten als Querschiff ist breiter und mit stärkeren Pfeilern und stärkeren Gurtbögen betont, tritt jedoch seitlich nicht aus. Die äußere Gliederung zeigt nach allen Seiten vierfach gestufte und mit Filialen bekrönte Strebepfeiler. Die Sockelzone zeigt ohne die Westfront eine Sockelzone mit einem verkröpften Kaffgesims. Mittig an der Langhausnordseite beim fünften Joche besteht ein spätgotischer zweigeschoßiger Kapellenanbau einer Loretokapelle mit innenliegender Spindeltreppe zum Obergeschoß aus der zweiten Hälfte des 15. Jahrhunderts. Die Kirche wie die Kapelle haben an den Ecken Strebepfeiler übereck.

## Ausstattung
Der bemerkenswerte reich vergoldete Hochaltar gilt als erster bedeutender Altar des 17. Jahrhunderts in der Steiermark und wurde urkundlich 1611/1612 und wurde vom Stiftsbildhauer Hans Georg Mader aus Überlingen und den Bildhauern Jakob Huldi aus Ulm und Thoman Steinmüllner errichtet.
Orgel und Glocken
Das Orgelgehäuse ist im Stil des frühen Rokoko gehalten. Die Orgel stammt von Gebrüder Krenn aus dem Jahr 1971. Das Orgelwerk besteht aus zwei Manualen und einem Pedal mit insgesamt 29 Registern.
Eine Glocke aus 1446 ist aus der Art von Hans Mitter. Eine Glocke aus 1526 ist aus der Art von Laszlo Raczko. Eine Glocke goss 1730 Nikolaus Löw von Löwenberg.